# Wright Cycle Company

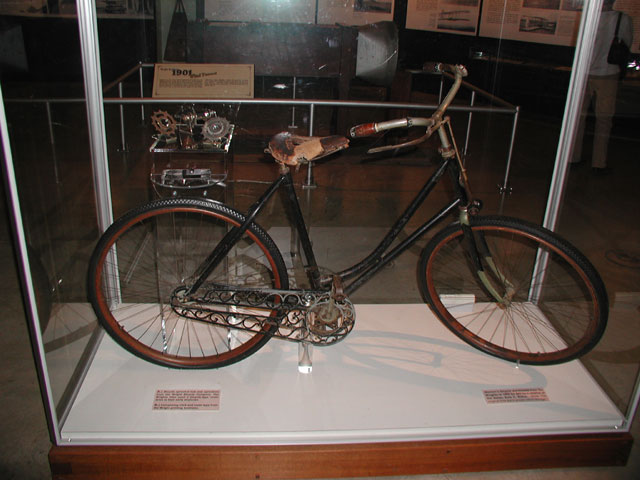
Bicicleta de Wright no National Museum of the United States Air Force, Dayton, Ohio

O negócio de bicicletas dos irmãos Wright, a Wright Cycle Company (originalmente a Wright Cycle Exchange) ocupou sucessivamente seis locais diferentes em Dayton, Ohio. Orville e Wilbur Wright começaram seu negócio de conserto, aluguel e venda de bicicletas em 1892, enquanto continuavam a operar uma gráfica (eles encerraram seu negócio de jornais locais em 1890).  Essas lojas os ajudaram a financiar seus estudos aeronáuticos.
Em 1896, eles começaram a fabricar e vender bicicletas de seu próprio projeto, a Van Cleve, em homenagem a um dos primeiros colonos de Dayton, e a St. Clair, em homenagem a um governador territorial. Eles inventaram o cubo auto-lubrificado e criaram a inovação de usinar o pedivela e o pedal do lado esquerdo com roscas esquerdas para evitar que o pedal se desparafuse durante o ciclismo. O prédio de tijolos na 22 South Williams St., onde os Wright trabalharam de 1895 a 1897, é o único edifício existente em sua fundação original e em sua localização original que abrigava uma loja de bicicletas Wright. Eles administravam sua gráfica no segundo andar. O edifício 22 South Williams Street faz parte do Parque Histórico Nacional do Patrimônio da Aviação de Dayton e da Área do Patrimônio Nacional da Aviação.
Os Wright usaram os lucros da Wright Cycle Company para financiar seus experimentos de aviação. Em 1901, eles instalaram uma terceira roda de bicicleta horizontalmente acima da roda dianteira de uma de suas bicicletas St. Clair e usaram o aparelho como plataforma de teste para estudar o design do aerofólio. Eles construíram um túnel de vento de seis pés no segundo andar de sua loja de bicicletas na 1127 West Third St., o último local de seu negócio de bicicletas, e de outubro a dezembro realizaram testes pioneiros no túnel de mais de 200 formas de asas de modelos em escala.
Nesse mesmo prédio, eles projetaram e construíram seus planadores e o primeiro avião, o Wright Flyer, que custou menos de US$ 1 000 para ser construído.  A loja fechou em 1909 e eles começaram sua empresa de aviação.  Em 1937, com a cooperação de Orville, o prédio em 1127 West Third St. foi transferido para Greenfield Village, Dearborn, Michigan, por Henry Ford.